# 旺格努伊国家公园
旺格努伊国家公园（英語：Whanganui National Park）位于新西兰北岛，建立于1986年，面积742平方公里，覆盖新西兰最长的通航河道旺格努伊河沿岸。公园内可进行徒步旅行和划皮艇活动。